# 3116 Goodricke
A 3116 Goodricke (ideiglenes jelöléssel 1983 CF) a Naprendszer kisbolygóövében található aszteroida. Edward L. G. Bowell fedezte fel 1983. február 11-én.